# Woronora, New South Wales

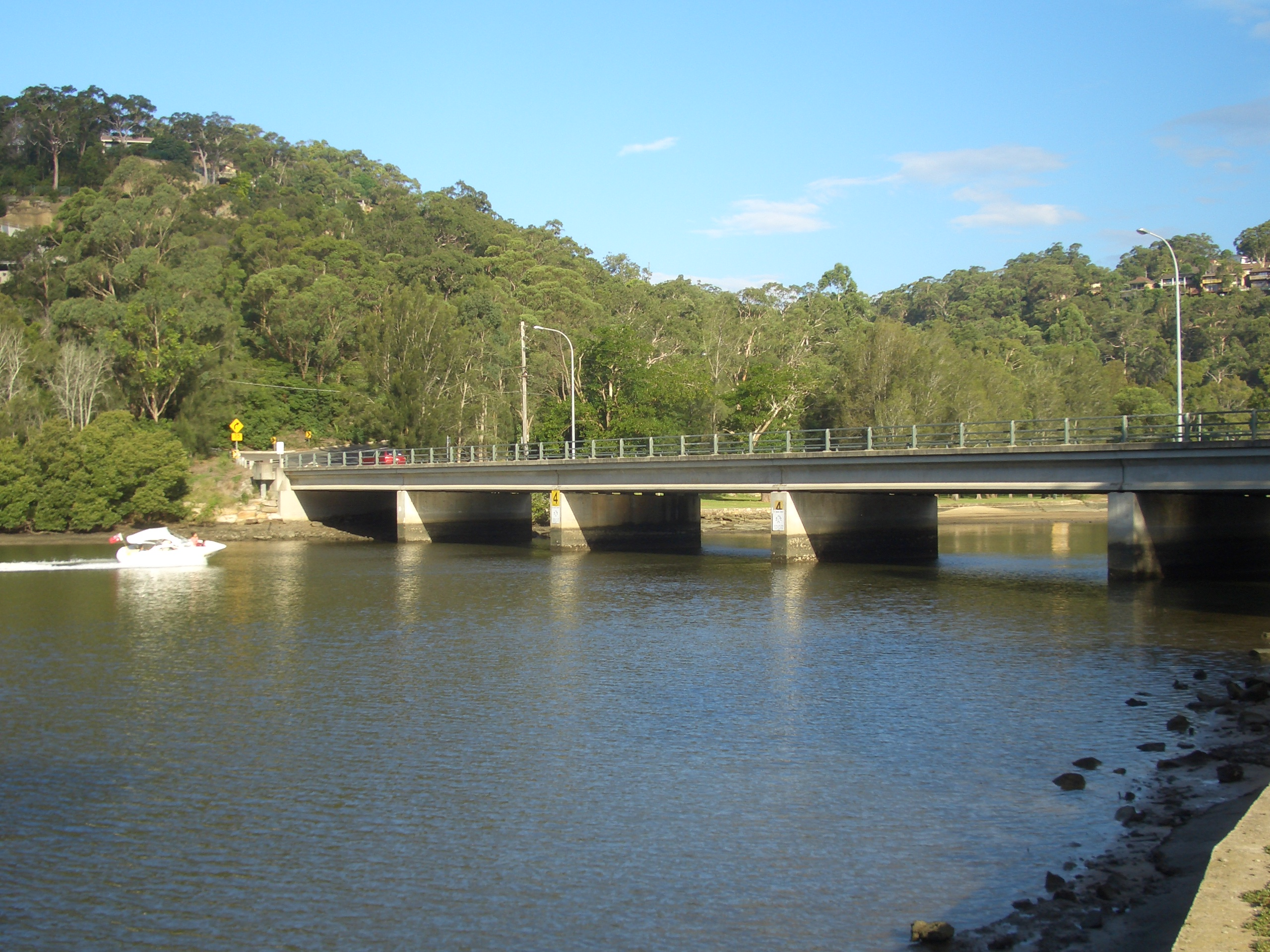
Woronora

Woronora este o suburbie în Sydney, Australia.

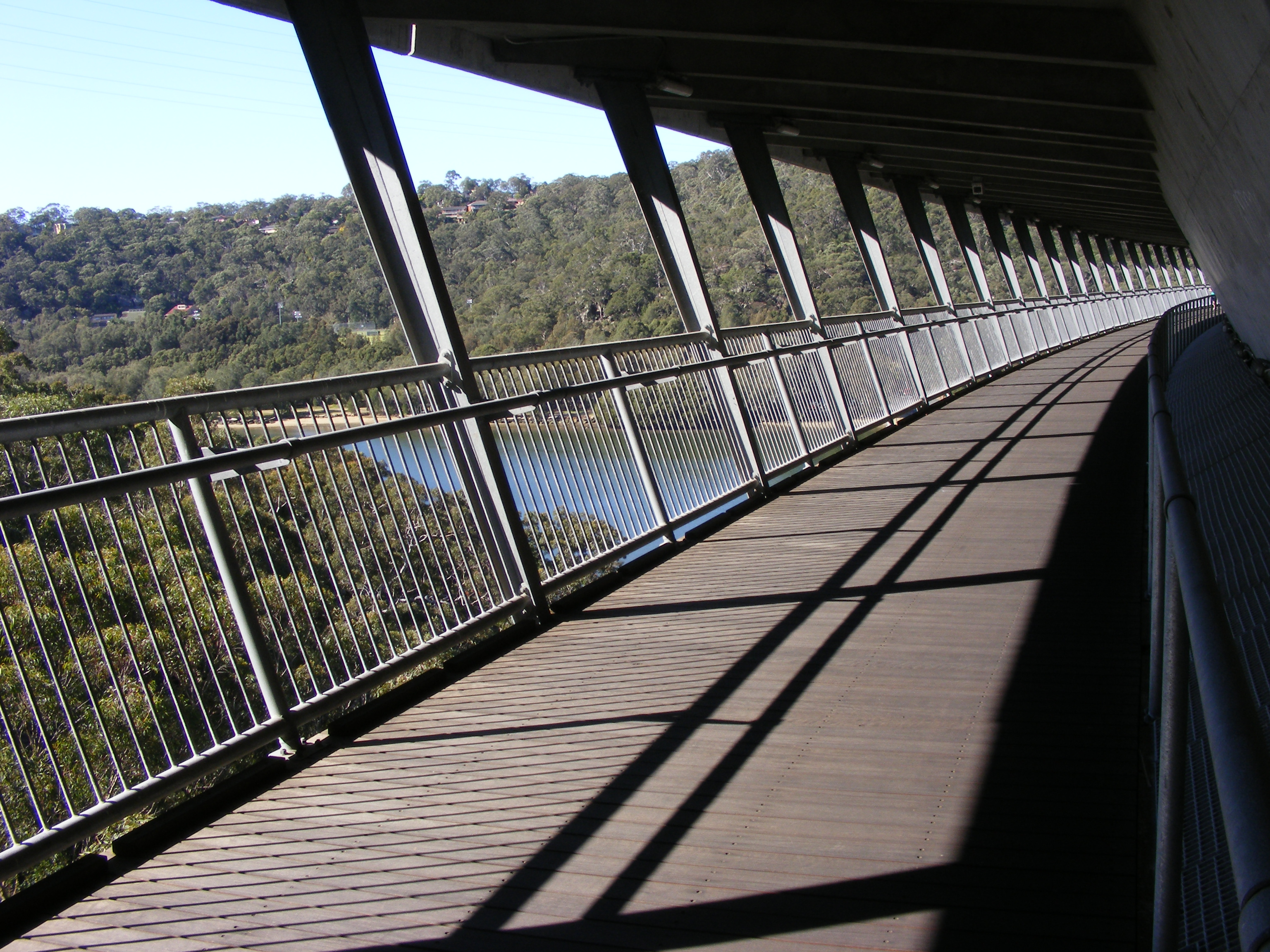
The Woronora Bridge walkway.
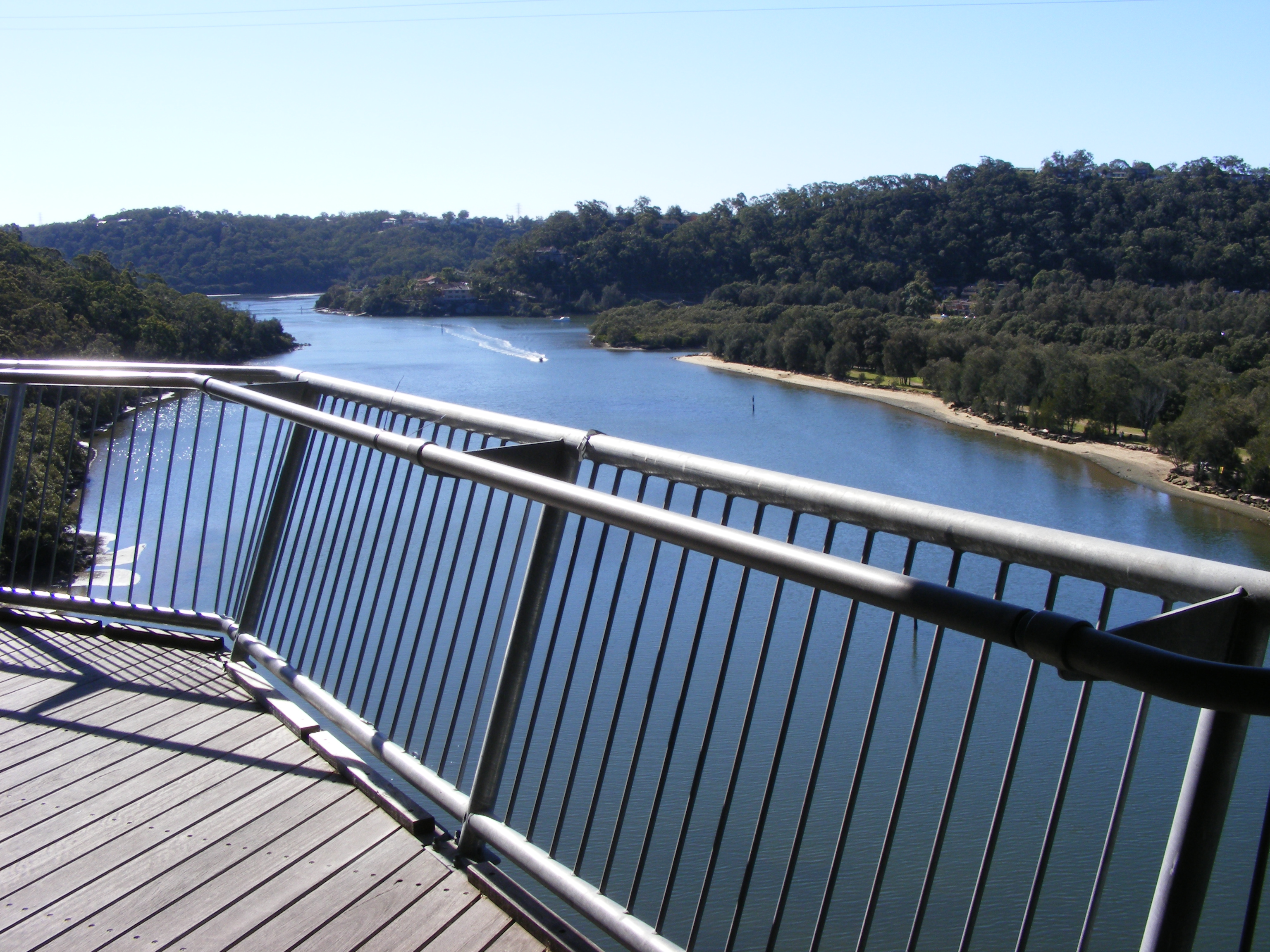
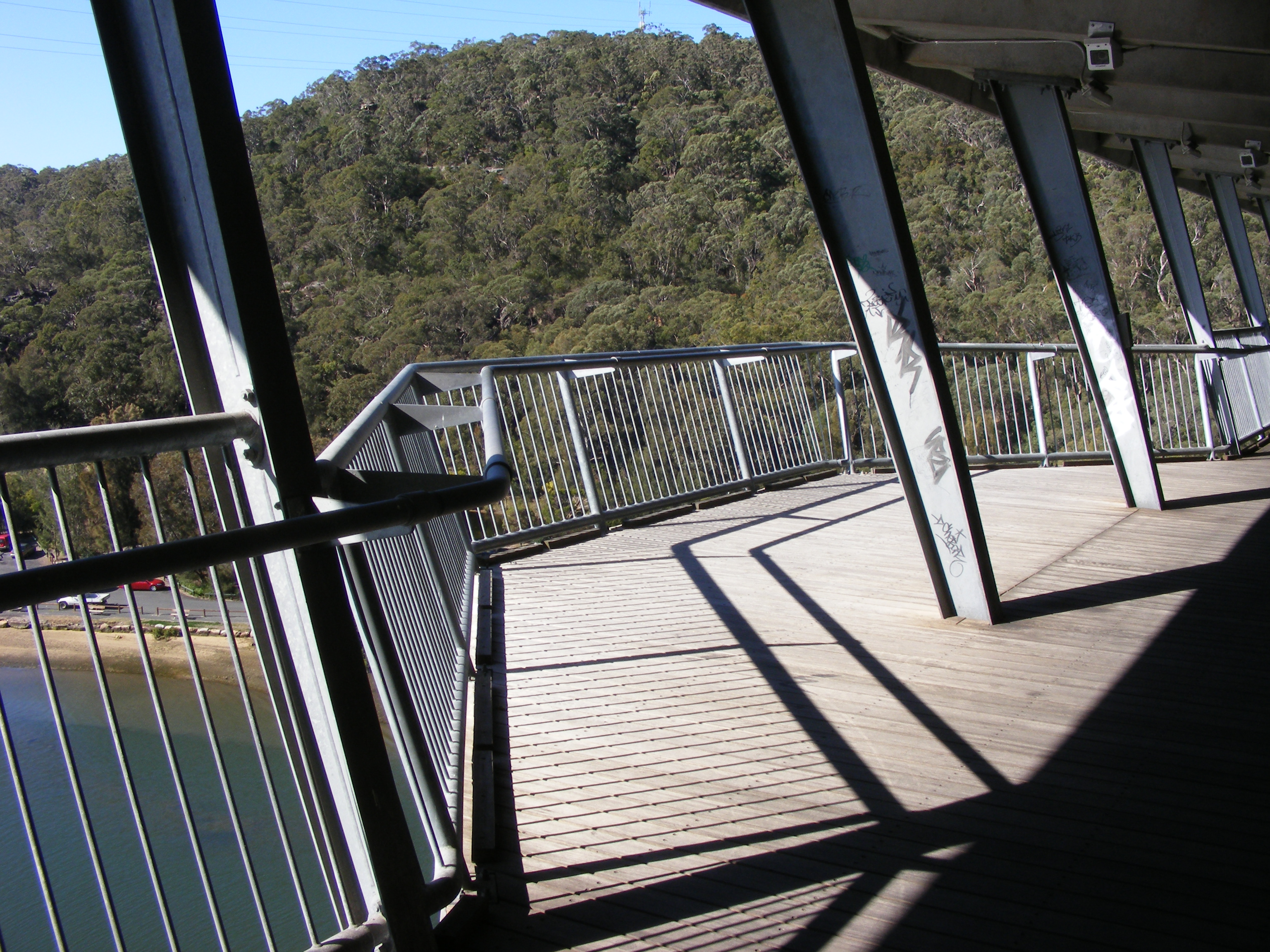
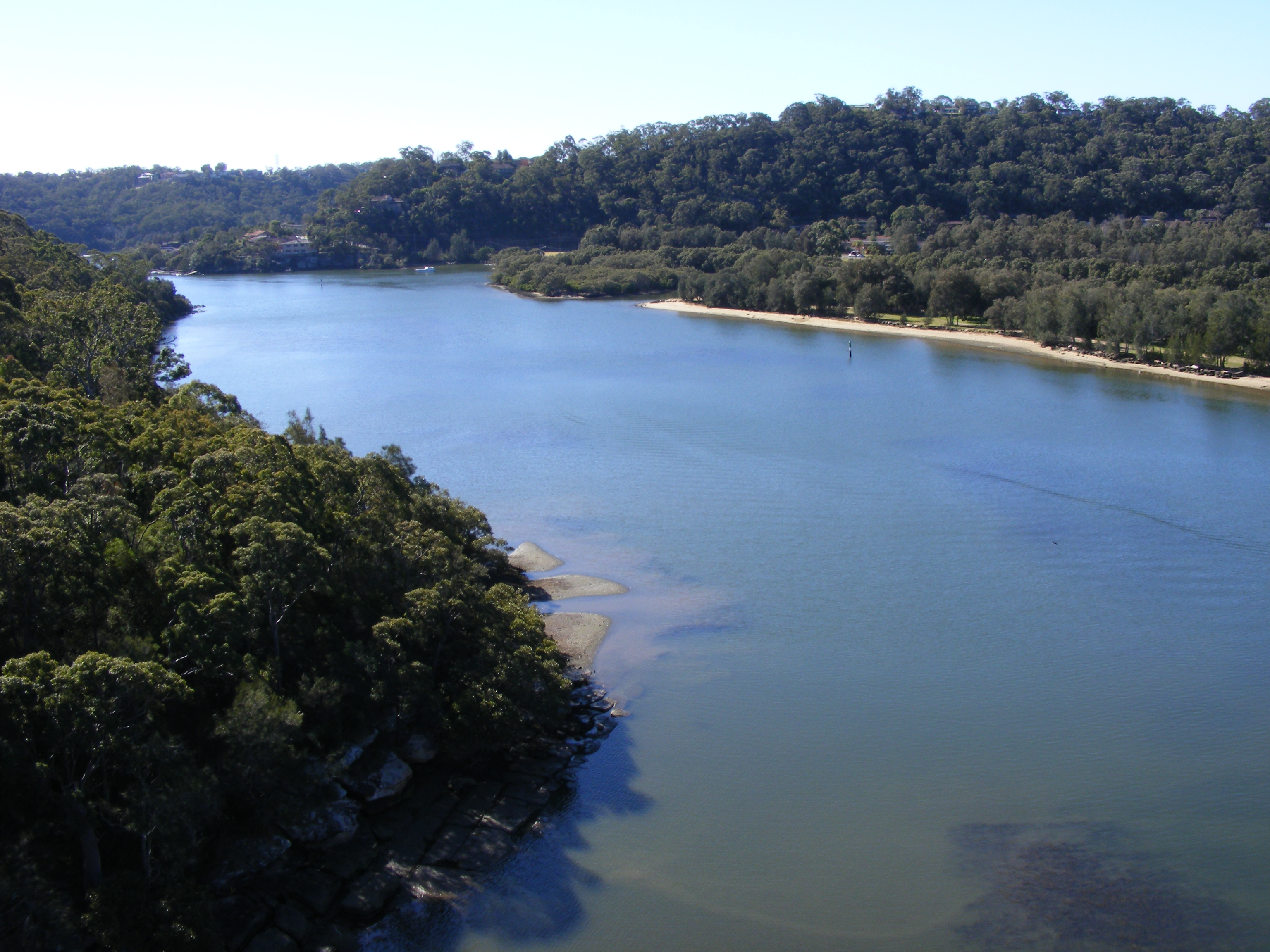